# Convención (norma)
Una convención es un conjunto de estándares, reglas, normas o también criterios que son de aceptación general para un determinado grupo social. Más frecuentemente toman el nombre de criterios.
Ciertos tipos de convenciones pueden llegar a ser leyes o estar definidas por organismos reguladores para formalizar o forzar su cumplimiento (por ejemplo, está regulada la convención sobre el lado de la carretera por el que debe circular un vehículo). En otros contextos las convenciones tienen el carácter de ley no escrita (por ejemplo que ropa es adecuada para un hombre y cual para una mujer).
En ciencias algunas constantes, cantidades o escalas de medida son convenciones, es decir, no representan una propiedad de la naturaleza que sea medible, sino que son un acuerdo al que ha llegado la comunidad científica que trabaja con ellas (por ejemplo medir en metros, pesar en kilogramos y demás medidas del Sistema Internacional).

## Naturaleza
Una convención es una elección realizada entre varias alternativas que es acordada por los usuarios de la misma. En muchos casos, la palabra convención se refiere a costumbres no escritas en una comunidad, por ejemplo, en muchas sociedades es común que cuando dos personas que no se conocen son presentadas, se estrechen las manos. La estandarización de la medida del tiempo es una convención basada en los ciclos solares.
La naturaleza de las convenciones ha dado lugar a largas discusiones filosóficas e incluso religiosas. Buda describió las convenciones - tanto lingüísticas como sociales, políticas, morales, éticas o religiosas - como dependientes de condiciones específicas. De acuerdo a este paradigma, cuando las convenciones son consideradas realidades absolutas, contribuyen al dogmatismo que a su vez lleva al conflicto. Esto no implica que las convenciones deban ser ignoradas como irreales y por tanto inútiles, sino que, de acuerdo al pensamiento budista, una persona sabia toma el camino del medio sin sostener las convenciones hasta sus últimas consecuencias ni ignorarlas cuando pueden resultar útiles.

## Derecho internacional
El término convención se utiliza también en el ámbito del derecho internacional para referirse a ciertos principios formales como por ejemplo la Convención sobre los Derechos del Niño. Estos convenios son adoptados por organizaciones internacionales como las Naciones Unidas.
Las convenciones desarrolladas al amparo de las Naciones Unidas, se consideran de aplicación sólo en los países que las han ratificado y generalmente se considera que tienen la misma fuerza que los tratados internacionales. Algunas de las convenciones ratificadas por mayor cantidad de países son las convenciones de Ginebra.